# 무안 유산정 유적비
무안 유산정 유적비(務安 遊山亭 遺蹟碑)는 대한민국 전라남도 무안군 무안읍 교촌리에 있는 조선시대의 유적비이다. 2005년 2월 26일 전라남도의 문화재자료 제253호로 지정되었다.

## 개요
무안 유산정 유적비는 유산정(遊山亭)과 같이 있다. 유산정은 원래 고려 충열왕 때 인물인 면남(綿南) 박문오(朴文晤)가 낙향하여 지은 정자로 알려져 온다. 후에 박문오의 증손 풍정 박의룡(楓亭 朴義龍)이 조선 개국기에 활동하면서 이조, 호조 등의 판서를 지내다가 퇴관한 뒤 이곳에 내려와 지냈다고 한다. 세조 때 무안으로 낙향한 애한정 박익경(愛閑亭 朴益卿)은 박문오의 7대손으로 유산정을 중수한다. 그 뒤의 중수에 관한 기록은 자세하지 않으나 지역의 교류 공간으로, 후손들의 공동체 공간으로 활용되었다고 보아진다. 1879년에 이르러 사간(司諫) 박기종(朴淇鐘)이 당시 무안현감 홍재정(洪在鼎)의 격려를 입어 중건하고 그뒤 1905년과 1968년 등 몇 차례의 중수를 거쳐 오늘에 이르고 있다.
유산정 유적비는 후손 박기종이 중심이 되어 중건하던 시기에 면암 최익현의 비문을 받아 건립한 비이다. 이 비는 박문오가 유산정을 건립하게 된 내력과 그의 생애, 유산정의 연혁, 후손들의 분파와 활동에 대하여 기록한 것이다. 비문은 면암 최익현(1833∼1906)이 지었고 글씨는 후손인 박기준이 썼다. 건립연대는 비문 끝에 ＇永曆二百五十年丙申(영력이백오십년병신)＇이라는 연기가 있어 1896년(建陽 1)임을 알 수 있다.
유산정유적비는 유산정을 비롯한 무안박씨 일문의 사적을 담고 있는 금석문이다. 유산정의 처음 건립 내역부터 조선후기에 이르기까지의 중·개수 내용 등 정자 자체의 연혁만이 아니라 후손의 정착과 분포 등 향촌 사회의 성씨 집단의 활동에 대해서도 알 수 있는 자료이다. 건립의 연대는 1896년으로 빠른 편은 아니지만, 비문의 찬자가 면암 최익현으로서 역사성도 함께 지니고 있다.

## 참고 문헌
- 무안유산정유적비 - 국가유산청 국가유산포털